# Игишево
Игишево — село в Поныровском районе Курской области России. Входит в состав Ольховатского сельсовета.

## История
В годы Великой Отечественной у села Самодуровка проходил северный фас Курской дуги. В секторе Самодуровка — Тёплое 07.07.1943 года сосредоточилась 140-я стрелковая дивизия (4-го формирования). Здесь проходили ожесточённые бои Курской битвы. В начале июля 1943 года батарея капитана Игишева, входившая в состав 3-й истребительно-противотанковой артиллерийской бригады, занимала оборону в районе села Самодуровка и готовилась к предстоящим боям. В течение 6—8 июля 1943 года в районе села Самодуровка батарея ежедневно отражала по нескольку танковых атак, уничтожив 19 вражеских машин. 8 июля, когда орудия вышли из строя, автоматчики и артиллеристы во главе с Игишевым в рукопашной схватке отстояли огневую позицию и обороняемый рубеж. В этом бою Игишев погиб.
Был похоронен в братской могиле в селе Игишево. В 1959 г. Указом Президиума Верховного Совета РСФСР село Самодуровка переименовано в Игишево в честь Г. И. Игишева.
Возле села Самодуровка боевое крещение принял призванный 6 апреля 1943 года Алексей Васильевич Тимофеев (1925—1982), ставший в 1944 году Героем Советского Союза. У Самодуровки сражались артиллерист Николай Тимофеевич Пономарёв (1923—1943), Герой Советского Союза (1943, посмертно); Пётр Ефимович Чеботаев (1 июля 1923, Шушенское, Енисейская губерния — 31 июля 1984, Минусинск, Красноярский край), полный кавалер ордена Славы.
До 2010 года Игишево являлось административным центром Игишевского сельсовета. После упразднения Игишевского и Становского сельсоветов, согласно Закону Курской области от 26 апреля 2010 года № 26-ЗКО, Игишево вошло в состав Ольховатского сельсовета.

## Население
| 2010 |
| ---- |
| 212  |

## Известные жители
В Самодуровке родился Константин Васильевич Овсянников (1907—1943) — сержант Рабоче-крестьянской Красной Армии, Герой Советского Союза (1943).

## В искусстве
Полнометражный документальный фильм «Обыкновенный подвиг», вышедший в 2020 году, рассказывает о событиях, происходивших в июле 1943 года в районе села Самодуровка. Фильм о подвиге и героической гибели в районе села Самодуровка 18 пограничников, под командованием лейтенанта Романовского Александра, из состава 3-го взвода 1-го батальона 224-го Памирского полка 162-я стрелковой дивизии Отдельной армии НКВД (70-я армия ВС СССР), участвовавших в Курской битве.

## Инфраструктура
Личное подсобное хозяйство.

## Транспорт
Просёлочные дороги.